# Сріблення

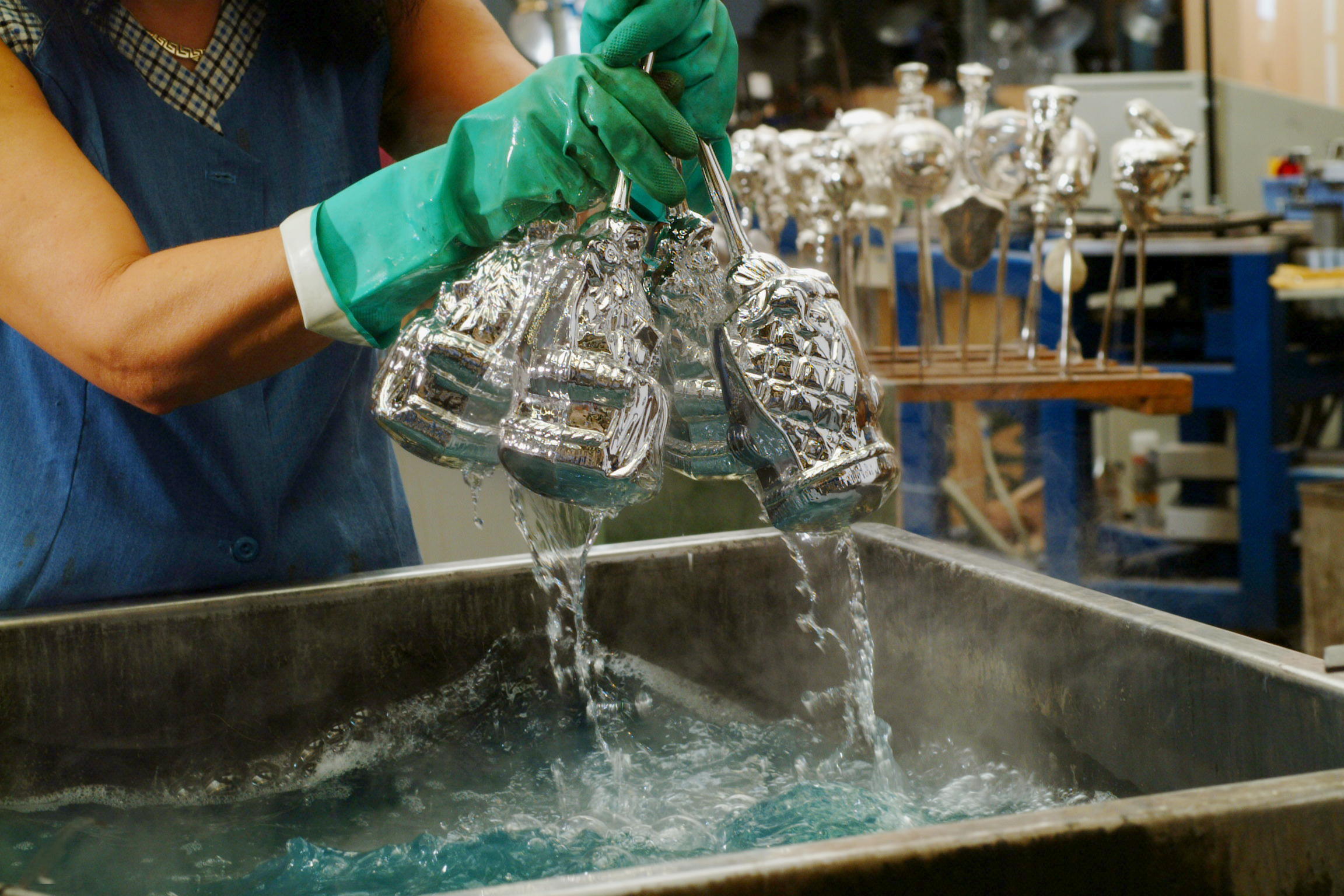
Процес сріблення прикрас у гарячому електроліті (завод у Лауші, Німеччина)

Срі́блення (англ. silvering) — нанесення на поверхню металевих і неметалевих виробів шару срібла (завтовшки від часток мкм до 30 мкм) для захисту від корозії в агресивних середовищах, підвищення електропровідності, відбивної здатності, антифрикційних властивостей, зниження перехідного електричного опору, а також у декоративних цілях; покриття із срібла може служити підшаром при осадженні інших благородних металів.

## Методи сріблення
Срібло наносять:
- гальванічним способом з використанням ціанистих електролітів, що забезпечують високу якість покриттів; безціанисті електроліти у вигляді інших комплексних солей срібла (йодидних, пірофосфатних, роданідних тощо) застосовуються лише у виключних випадках;
- хімічним способом — відновленням срібла з водних розчинів його солей органічними відновниками — виноградним цукром, солями винної кислоти, формальдегідом тощо; застосовується при нанесенні срібла на неметалеві вироби (наприклад зі скла чи пластмаси);
- конденсацією пари срібла у вакуумі або катодним розпиленням;
- плакуванням при виробництві біметалевих листів, труб, дроту, заготовок електричних контактів тощо;
- впіканням — відновлення срібла з його солей при високих температурах; застосовується при нанесенні срібла на кераміку або скло.

## Використання
Товщина срібних покриттів вибирається залежно від умов експлуатації виробів та обраної технології сріблення. Сріблом покривають апаратуру харчової промисловості, столові приладдя, посуд; сріблення використовується для покриття робочої поверхні автомобільних фар, прожекторів і дзеркал, у виробництві сталевих підшипників; в електро- і радіотехнічній промисловості тощо. Сріблення використовують і з декоративною метою.

## Інтернет-ресурси
- https://commons.wikimedia.org/wiki/Category:Silvering